# 河源高新技术产业开发区
河源高新技术产业开发区，批复名称为源城高新技术产业开发区，前身为河源市高新技术开发区，是中国广东省河源市下辖的一个国家级高新技术产业开发区。2003年6月，经广东省政府批准，正式挂牌成立。2015年2月经国务院批准升级为国家级高新区。该开发区位于河源市城区南部，总控制面积50平方公里（其中中心区面积11平方公里）。目前，以手机为主的电子信息产业和以模具为主的机械制造业是为两大主导产业。2008年，中心区工业总产值为100.06亿元。